# Catherine Waynick
Catherine Maples Waynick (* 13. November 1948) ist eine US-amerikanische Geistliche. Von 1997 bis 2017 war sie Bischöfin der Episcopal Diocese of Indianapolis der Episkopalkirche der Vereinigten Staaten von Amerika.

## Leben
Waynick studierte anglikanische Theologie an der Central Michigan University, am Ecumenical Theological Seminar in Detroit und am Madonna College sowie am St. John Provincial Seminar in Plymouth, Massachusetts. Sie arbeitete unter anderem in Gemeinden in Pontiac (Michigan) und in Bloomfield Hills. Im Januar 1997 wurde sie zur Koadjutorbischöfin der Episcopal Diocese of Indianapolis gewählt und am 7. Juni 1997 durch Arthur Benjamin Williams sowie Edward Witker Jones und Harry Coleman McGehee zur Bischöfin geweiht. Am 10. September 1997 trat sie ihr Amt als Diözesanbischöfin an und amtierte bis April 2017. Im Oktober 2017 wurde sie für eine gut zweijährige Amtszeit zur Provisional Bishop der Episcopal Diocese of Eastern Michigan gewählt.
Sie ist verheiratet und hat zwei Kinder.